# 90000 (عدد)
90000 (تسعون آلف) هو عدد صحيح. يلي العدد 89999 ويسبق العدد 90001 وهو عدد طبيعي.
التسعون ألف الواحدة تساوي تسعون ألف.

## في الرياضيات
- حسب نظام العد العشري في الرياضيات، يمكن كتابة العدد تسعون آلف على النحو التالي:
- 90,000 — تسعة متبوعًا بأربعة أصفار.
- 9 × 104 — تسعة في عشرة مرفوعة لأس أربعة.